# ديترويت تايجرز
ديترويت تايجرز هو فريق كرة قاعدة أمريكي أٌسس عام 1894. يلعب الفريق في دوري كرة القاعدة الرئيسي.